# مارجوری کلارک
مارجوری کلارک (انگلیسی: Marjorie Clark; ۶ نوامبر ۱۹۰۹ – ۱۵ ژوئن ۱۹۹۳) ورزشکار دو و میدانی اهل آفریقای جنوبی بود.